# El Masroig
El Masroig település Spanyolországban, Tarragona tartományban. El Masroig Bellmunt del Priorat, Falset, Marçà, Els Guiamets, Garcia és El Molar községekkel határos. Lakosainak száma 480 fő (2024).

## Népesség
A település népessége az elmúlt években az alábbi módon változott:
| Lakosok száma | 1028 | 1387 | 824  | 685  | 479  | 539  | 558  | 511  | 497  | 480  |
|               | 1857 | 1910 | 1940 | 1965 | 1991 | 2005 | 2010 | 2015 | 2019 | 2024 |